# Stephanie Kwolek
Stephanie Louise Kwolek (ur. 31 lipca 1923 w New Kensington, zm. 18 czerwca 2014 w Wilmington) – amerykańska chemiczka polskiego pochodzenia. Stała na czele zespołu, który w 1965 roku wynalazł polimer, z którego wytwarzany jest kevlar.

## Życiorys
Jej rodzice, John (Jan) Kwolek i Nellie (Aniela) Zajdel Kwolek, pochodzili ze wsi Kombornia na Podkarpaciu i wyemigrowali z Polski w wieku kilkunastu lat. Mała Stephanie uwielbiała bawić się tkaninami, marząc o zostaniu projektantką mody, z czasem jednak odkryła w sobie zamiłowanie do nauki. Ojciec, mający decydujący wpływ na rozwój zainteresowań naukowych młodej Stephanie, zmarł, kiedy miała ona 10 lat.
Stephanie uczyła się w katolickiej szkole w New Kensington, prowadzonej przez zakonnice. W 1946 ukończyła chemię na Margaret Morrison Carnegie College w Carnegie Mellon University w Pittsburghu. Następnie aspirowała do studiowania medycyny, lecz z powodu problemów materialnych zatrudniła się jako chemik eksperymentalny w firmie DuPont z myślą o zebraniu funduszy na studia. W DuPont specjalizowała się w niskotemperaturowych procesach tworzenia polikondensatów.
Stephanie zaczęła zajmować się środkami chemicznymi służącymi do produkcji nowych tkanin; włókna, które tworzyła, rzuciły wyzwanie utartym poglądom na zastosowanie materiałów odzieżowych. Po czasie perspektywa ukończenia studiów lekarskich wydała jej się dającą o wiele mniej możliwości niż praca w DuPont, która była dla niej bardzo satysfakcjonująca.

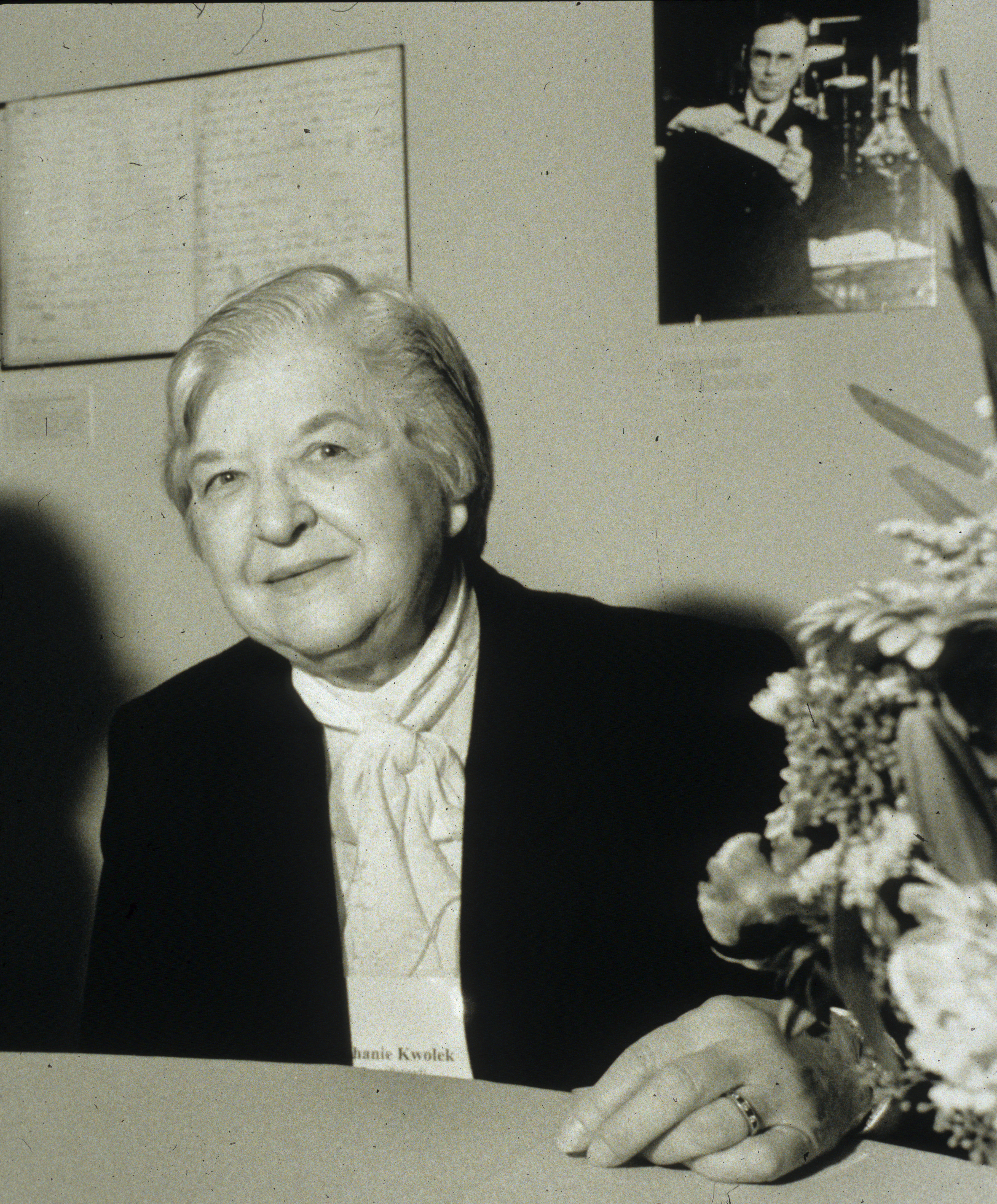
Stephanie Kwolek

DuPont dynamicznie się rozwijało. Firma produkowała materiały syntetyczne, które naśladowały właściwości substancji występujących w naturze (nić pajęcza stała się inspiracją do opracowania nylonu wynalezionego w latach trzydziestych XX wieku). W latach sześćdziesiątych DuPont poleciło Kwolek opracowanie materiału zastępującego stalowe wzmocnienia stosowane w oponach, z materiału lżejszego, ale równie wytrzymałego. Stephanie Kwolek zdecydowała się na stworzenie ciekłego polimeru poprzez połączenie dwóch polimerów o postaci krystalicznej. Wskutek ich połączenia powstała ciecz – substancja była nieprzejrzysta i o niskiej gęstości. Tak właśnie powstało włókno o nadzwyczajnej lekkości i wytrzymałości. Nigdy wcześniej nie udało się uzyskać go w warunkach laboratoryjnych. W ten sposób Stephanie Kwolek wynalazła kevlar w 1965 roku. Był pięciokrotnie wytrzymalszy od stali oraz dużo lżejszy. Kwolek stwierdziła: „Nigdy w życiu nie spodziewałabym się, że ten mały ciekły kryształ może się przekształcić w coś takiego”. Kevlar zaczęto stosować do produkcji wielu przedmiotów – od ognioodpornych rękawic po kombinezony astronautyczne, telefony komórkowe i kamizelki kuloodporne. Produkcja włókien w niskich temperaturach otworzyła całkiem nowy dział badań nad ciekłymi polimerami krystalicznymi.
Stephanie Kwolek za wynalezienie kevlaru, a także późniejszych syntetyków, takich jak lycra i spandex, otrzymała w 1999 roku nagrodę za całokształt dokonań: Lemelson-MIT Lifetime Achievement Award.
Była posiadaczką 28 patentów.

## Nagrody
- National Inventors Hall of Fame (1995)
- National Medal of Technology (1996)
- Perkin Medal (1997)
- Lemelson-MIT Prize (1999)